# Lloydia delicatula
Lloydia delicatula là một loài thực vật có hoa trong họ Liliaceae. Loài này được Noltie miêu tả khoa học đầu tiên năm 1993.